# Власьево (озеро)
Власьево (хак. Улуғ кӧл — Большое озеро) — озеро на территории Борцовского сельсовета Ширинского района Хакасии, располагается к югу от одноименной деревни в 27 км восточнее железнодорожной станции Шира.
Относится к группе Белё-Ширинских бессточных озёр в Чулымо-Енисейской котловине. Слабоминерализованное (4,7 г/дм³). Незначительно вытянуто в субширотном направлении.
Абсолютная отметка уреза воды — 382 м. Площадь водного зеркала — 183,8 га, длина береговой линии — 5,6 км, глубина — до 16 м. Западная часть берега заболочена, восточная и северная — песчаные, южная — обрывистая. Котловина приурочена к зоне Шунетского разлома. Замерзает в конце октября — начале ноября, вскрывается в конце апреля — начале мая. Используется в рекреационных и хозяйственно-бытовых целях.